# NGC 977
NGC 977 је спирална галаксија у сазвежђу Кит која се налази на NGC листи објеката дубоког неба.
Деклинација објекта је - 10° 45' 34" а ректасцензија 2h 33m 3,4s. Привидна величина (магнитуда) објекта NGC 977 износи 13,5 а фотографска магнитуда 14,4. NGC 977 је још познат и под ознакама MCG -2-7-31, PGC 9713.